# 日本とブルキナファソの関係
日本とブルキナファソの関係（にほんとブルキナファソのかんけい、フランス語: Relations entre le Japon et le Burkina Faso、英語: Japan–Burkina Faso relations） では、日本とブルキナファソの関係について概説する。

## 両国の比較
|               | ブルキナファソ              | 日本                           | 両国の差                        |
| ------------- | --------------------------- | ------------------------------ | ------------------------------- |
| 人口          | 2032万1378人（2019年）      | 1億2626万人（2019年）          | 日本はブルキナファソの約6.2倍   |
| 国土面積      | 27万4200 km²                | 37万7972 km²                   | 日本はブルキナファソの約1.3倍   |
| 人口密度      | 72 人/km²（2018年）         | 347 人/km²（2018年）           | 日本はブルキナファソの約4.8倍   |
| 首都          | ワガドゥグー                | 東京都                         |                                 |
| 最大都市      | ワガドゥグー                | 東京都区部                     |                                 |
| 政体          | 共和制 大統領制             | （民主制）議院内閣制           |                                 |
| 公用語        | フランス語                  | 日本語（事実上）               |                                 |
| 通貨          | CFAフラン                   | 日本円                         |                                 |
| 国教          | なし                        | なし                           |                                 |
| 人間開発指数  | 0.423                       | 0.919                          |                                 |
| 民主主義指数  | 4.04                        | 7.99                           |                                 |
| GDP（名目）   | 159億9080万米ドル（2019年） | 5兆819億6954万米ドル（2019年） | 日本はブルキナファソの約317.8倍 |
| 一人当たりGDP | 786.9米ドル（2019年）       | 40246.9米ドル（2019年）        | 日本はブルキナファソの約54.1倍  |
| 経済成長率    | 5.7%（2019年）              | 0.7%（2019年）                 |                                 |
| 軍事費        | 3億5792万米ドル（2019年）   | 476億902万米ドル（2019年）     | 日本はブルキナファソ約133倍     |

## 歴史
日本は、1960年のオートボルタ共和国（旧国名）独立と同時に同国を承認した。1962年に仏語圏アフリカ諸国のうちで初めて東京に駐日オートボルタ大使館（駐日上ヴォルタ大使館、実館）を設置したが、1966年4月30日に緊縮財政措置を理由として閉館した。以後在中華人民共和国ブルキナファソ大使館（北京）が日本を兼轄していたが、1994年2月、台湾との外交関係回復に伴う共産中国との国交断絶により同大使館を閉鎖。同年10月、東京に大使館（実館）を再び開設した。一方日本は、2009年1月に在ブルキナファソ日本国大使館を開設した。ワガドゥグー常駐初代の駐ブルキナファソ特命全権大使は杉浦勉が務めた。

## 外交
従来からの社会主義体制を転換したブルキナファソ大統領ブレーズ・コンパオレは先進諸国との関係を重視し、1993年10月・1998年10月・2003年9月・2008年5月・2013年6月にそれぞれアフリカ開発会議に出席する為に訪日、安倍晋三など歴代の総理大臣との首脳会談も実施した。

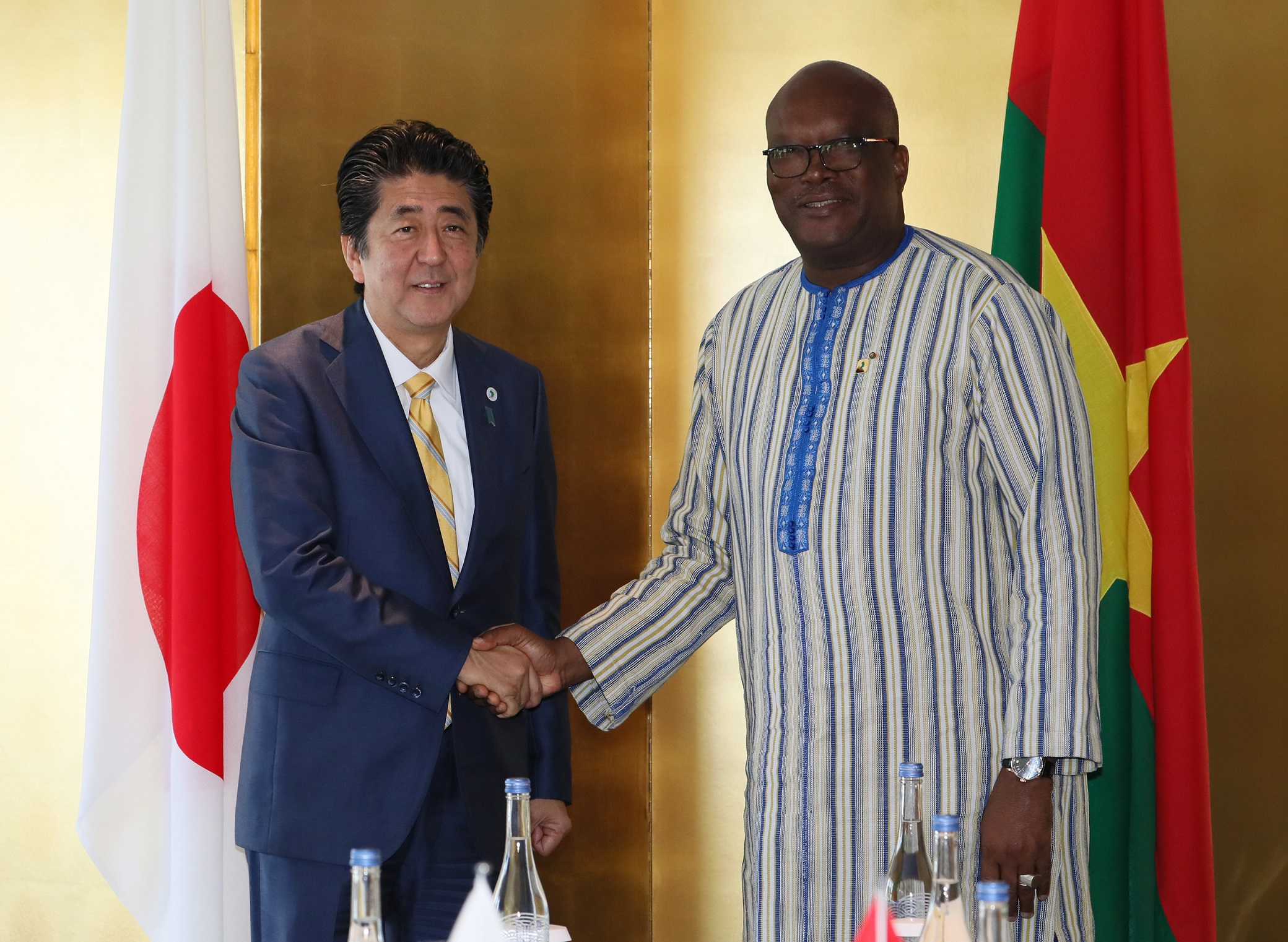
日・ブルキナファソ首脳会談（2019年）

2018年11月と2019年8月には大統領ロシュ・カボレが訪日し、前任の大統領の外交方針を引き継ぎ日本との友好を維持、アフリカ開発会議出席や安倍晋三との首脳会談を実施した。その際には両国間で初めての技術協定である「日・ブルキナファソ技術協力協定」が締結され、経済・政治・インフラなど様々な分野で協力を促す「日・ブルキナファソ共同声明」も発出された。

## 経済交流
1979年より経済協力を開始し、日本のブルキナファソ援助実績は2018年までに700億円に上る。当初は食糧援助や肥料・機材等の援助が中心で、やがて水や教育・インフラ等に協力分野を広げ、今では商業・保健・医療・農業・環境へと協力分野が広がっている。
日本との貿易は日本の大幅な黒字であり、日本からは機械類や自動車が主に輸出される。ブルキナファソから日本への輸出品はゴマがほとんどであり、2016年にはブルキナファソの対日輸出の96.3％がゴマによって占められていた。2017年データでは、ブルキナファソは日本のゴマ輸入国第1位となっており、日本のゴマ輸入量の約27％がブルキナファソ産によって占められていた。2017年以外でも常にブルキナファソからのゴマの輸入量は上位に位置し、重要なゴマ供給国となっている。開発援助の一環としてゴマ生産支援プロジェクトも日本は実施。
1995年には貧困や飢餓で苦しむブルキナファソを支援するべく「日本ブルキナファソ友好協会」という非政府組織が日本で設立。「同じ地球の仲間として、私たちにできること.....！」をスローガンに、教育では小学校の建設、学用品・教科書の寄贈など、医療では診療所の建設、医師・看護師の派遣など、保健衛生では深井戸の掘削、公衆トイレの設置、保健衛生指導の実施など、農業では熱帯野菜・ネリカ米の農業指導などの活動を行っている。2012年11月にはブルキナファソにおける栄誉「ブルキナベ功労勲章・シュヴァリエ」を受章した。

## 文化交流
日本国大使館や国際交流基金が主催する文化面での交流が活発に行われており、空手や柔道の日本大使杯実施、アニメや映画の上映会、デモンストレーションを通じた生け花や折り紙などの日本文化の紹介などが主要な事業として挙げられる。また、2009年には同国では初めてとなる文部科学省国費留学生選考試験が行われるなど人物交流も盛んである。
一方日本では、2010年から2013年の間にはウィルフリード・サヌがJリーグの浦和レッズや京都サンガF.C.に所属し活躍した。また、2015年8月、前年より練習生として四国アイランドリーグplusの高知ファイティングドッグスに所属していたサンホ・ラシィナが高知球団と選手契約を結び、ブルキナファソで初めてプロリーグに所属する野球選手となるなど、スポーツ面でブルキナファソは存在感を発揮している。
2018年6月、元ブルキナファソ駐箚大使の二石昌人が在名古屋ブルキナファソ名誉領事を拝命。二石は名誉領事在任中の2022年10月にブルキナファソの歴史に関する単著を上梓している。
作曲家の藤家渓子は2020年から拠点をブルキナファソに移し、現地の音楽家らとオペラを制作している。

## 外交使節

### 駐日ブルキナファソ大使
1. ドゥグーコール・アンリ・ワッタラ（D・ウアッタラ、1962～1966年）[39]
2. ティエモコ・マーク・ガランゴ（フランス語版）（台北常駐、1966～1971年）
3. バド・マチュー・ガイ（北京常駐、1975～1981年）
4. モンヴェル・ミシェル・ダー（北京常駐、1981～1987年）
5. アマ・アルバ・ディアロ（英語版）[40]（北京常駐、1988～1989年）
6. ワンパヤデ・レイモン・エドゥアール・ウエドラオゴ（北京常駐→東京常駐、1991～2002年、信任状捧呈は1992年4月30日[41]）
  - （臨時代理大使）パトリック・カフェンドー（2002～2008年）
  - （臨時代理大使）ランベール・アレクサンドル・ウエドラオゴ（2008～2012年）
7. フランソワ・ウビダ（2012～2017年、信任状捧呈は3月2日[42]）
  - （臨時代理大使）イネス・バキオ（2017～2018年）
8. パスカル・バジョボ（2018～2022年、信任状捧呈は1月18日[43]）
  - （臨時代理大使）テウェンデ・ポール・スィンガ（2022年～2024年）
9. ビバタ・ネビエ・ウエドラオゴ（フランス語版）（2024年～、信任状捧呈は11月18日[44]）